# Villen und prachtvolle Sommerbauten in Seewalchen
In den Jahren 1870 bis 1900 siedelten sich Wiener und Linzer Familien in Seewalchen an und errichteten ihre Sommervillen entlang der heutigen Attersee Straße. Sie zogen Verwandte und Bekannte nach. 1897 wurde ein Verschönerungsverein gegründet, bei den Villen wurden Parks errichtet, eine Seepromenade gebaut und auch eine Bootsverleihanstalt eröffnete ihren Betrieb.

## Villa Paulick

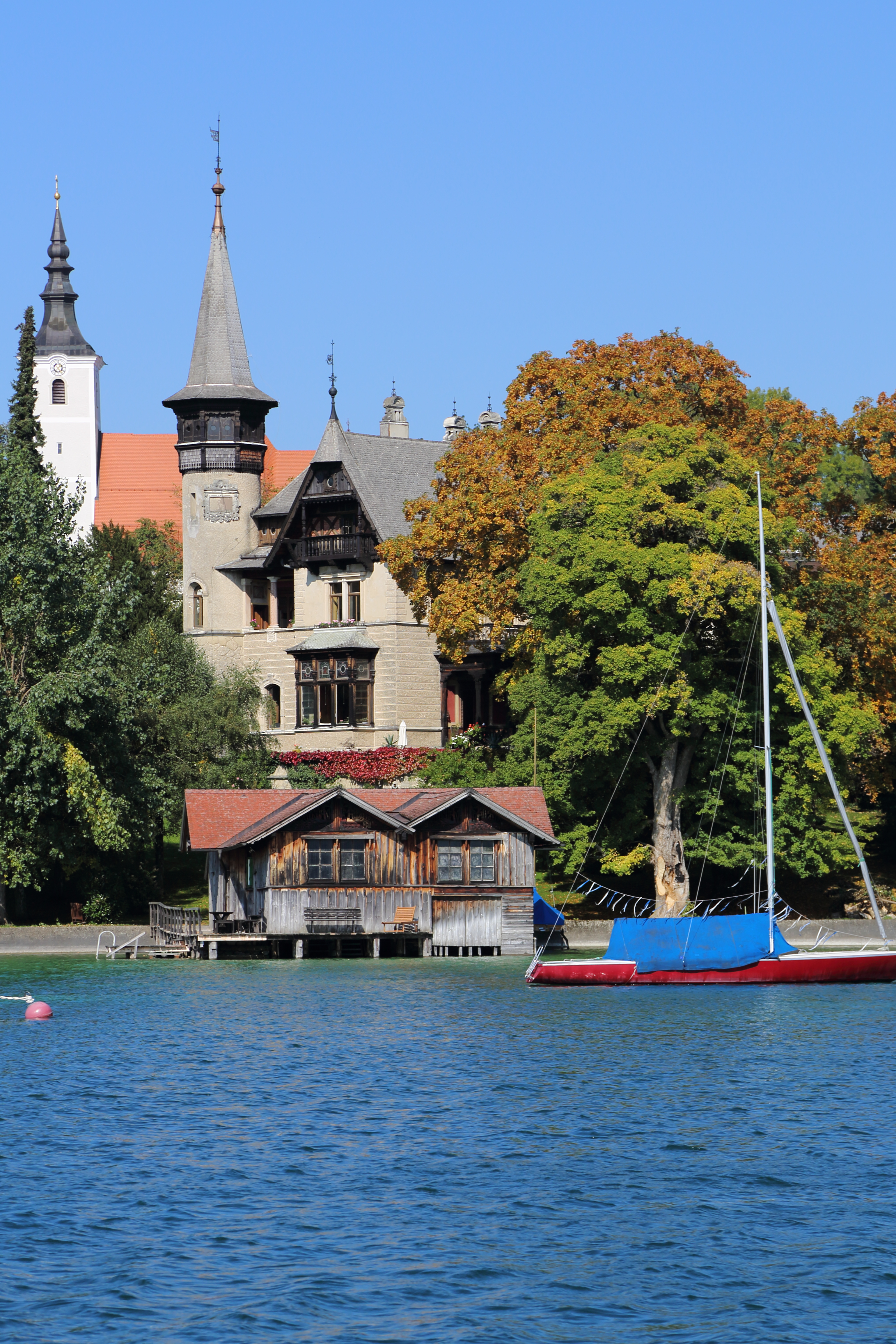
Villa Paulick mit Bootshaus

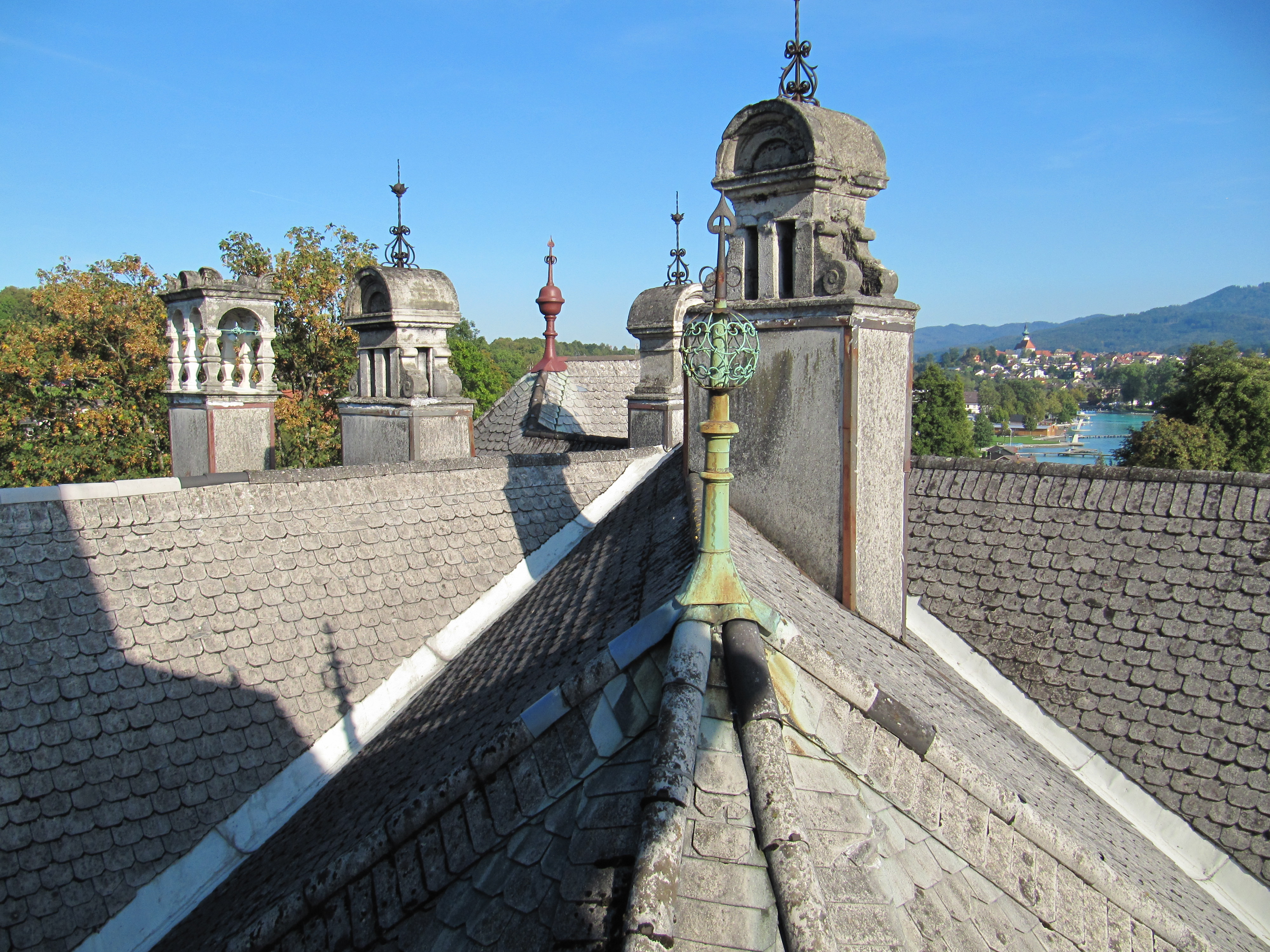
Dachlandschaft der Villa Paulick

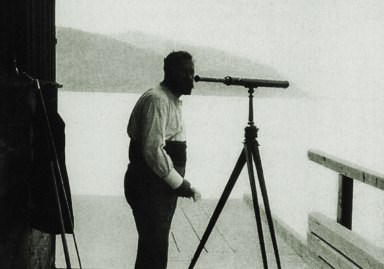
Gustav Klimt mit Fernrohr am Bootshaus der Villa

Die Villa Paulick, die 1867/1877 von k.u.k. Hoftischlermeister Friedrich Paulick aus Wien errichtet wurde, besticht von außen durch die bemerkenswerte Dachlandschaft mit den Kaminen, dem Turm und den verschiedenen Dachreitern, z. B. in Schiffsform. Für die opulente Inneneinrichtung wurden Teile des Hofpavillons der Wiener Weltausstellung des Jahres 1873 verwendet. Paulick beherbergte als Gäste zahlreiche Künstler und Personen des kulturellen Lebens wie Gustav Klimt und Richard Teschner. Um 1900 verbrachte Gustav Klimt beinahe jedes Jahr seine Sommerfrische in der Villa Paulick, zum Teil mit seiner Lebensgefährtin Emilie Flöge. Oft stand er am Bootshaus und zeichnete, was er mit seinem Fernrohr erblicken konnte.
Gustav Klimts Entdeckung des Attersees als Refugium für die Sommerfrische begann im Sommer 1900, fast 50 Jahre nach den ersten touristischen Impulsen in dieser Region. Auf der Suche nach ruhigen Plätzen für Erholung und künstlerische Inspiration fand er diese zunächst am Nordufer des Attersees in Litzlberg bei Seewalchen. Bei einer Wanderung am Gustav Klimt Themenweg, die entlang der Promenade in Kammer-Schörfling und in Seewalchen verläuft, erhalten Besucher einen Überblick zu Klimts Leben und Werk sowie zu den Motiven seines Schaffens in der Umgebung seiner Sommerdomizile Villa Paulick und Villa Oleander am Nordufer des Attersees. Die Villa ist derzeit in Privatbesitz und ist im Rahmen kultureller Veranstaltungen (Konzerten) zugänglich.

## Villa „Daheim“ – (Schmidt-Villa)
Diese Villa wurde für den Wiener Sänger und Antiquitätenhändler Carl Friedrich Heinrich Schmidt 1874 erbaut und ist damit einer der ersten Villenbauten am Attersee. Der eigenwillige Grundriss dieses mehrflügeligen Gebäudes entsprach dem Wunsch, möglichst viele Zimmer mit Seeblick zu erhalten. Die Besonderheit des Gebäudes liegt in der reichen Innenarchitektur (z. B. Wandvertäfelungen und Holzdecken) im Stile der Neorenaissance.
Viele berühmte Persönlichkeiten weilten zur Sommerfrische in der Villa, wie Friedrich von Amerling, Johannes Brahms, Hans Makart, Theodor Billroth und Alexander von Auersperg (besser bekannt als Anastasius Grün)

## Müller-Villa
An der Seewalchner Seepromenade ließ der Linzer Unternehmer Karl Ramsauer, ein gebürtiger Schörflinger, 1890 einen Sommersitz, die Müllervilla, errichten. Nach dem Bau erschien ihm die Villa als viel zu groß und er entschied sich 1895 an den Wiener Stadtbaumeister Ing. Fritz Müller zu verkaufen. Die Nachfolger Müllers hatten kein großes Interesse an der Villa und die Gemeinde kaufte das Anwesen 1959. Nach der Verwendung als Kindergarten, Notklassen für die Volksschule, Parteizentrale der örtlichen Parteien, diverser Jugendgruppen wurde es unter anderem auch von einem Seniorenclub benützt. 1996 wurde im Zuge des Strandbadumbaus der untere Garten mit einer Brücke verbunden, um den Strandbadbenützern mehr Liegefläche zukommen zu lassen. 2000 wurde der Beschluss gefasst, die Villa abzureißen. Heute befindet sich ein Betreutes Wohnen auf dem Areal.
Villa Hermine
Ebenfalls an der Seewalchner Seepromenade vom Linzer Unternehmer Karl Ramsauer erbaut. Diese wurde am 2. Juli 1910 von Wilhelm Bräutigam erworben und ist seither im Besitz der Familie Bräutigam.

## Curzon-Villa (Amerikaner-Villa) – in Litzlberg
Die Cembalistin Lucille Wallace ließ 1927/1928 eine Villa in englischer Landhaustradition mit einem italienisch beeinflussten Park bauen. Nach einer Heirat mit dem Pianisten Clifford Curzon erhielt die Villa ihren umgangssprachlichen Namen – Curzon-Villa. 1938 wurde im Zuge des Anschlusses die Villa durch das NS-Regime beschlagnahmt. Nach Beendigung des Krieges ging der Besitz an die amerikanische Besatzungsmacht. Nach der Rückgabe an die Familie Curzon wurde die Villa bis in die 1980er Jahre in Familienbesitz benützt. Nach dem Tod von Lucille Curzon 1977 verkaufte ihr Mann die Villa, da seine beiden Kinder auch kein Interesse daran hatten.

## Villa Eichmann – in Litzlberg
1927–1931 nach Plänen der Moderne von Clemens Holzmeister samt Bootshaus errichtet. Der Grund schließt südwestlich an den der Curzon-Villa an. Denkmalgeschützt, wie auch das Bootshaus, das vom Surf- und Segelclub Seewalchen genutzt wird. 

## Schuh-Villa
1902 errichtete der Wiener Fabrikant Carl Schuh eine Villa an der Atterseestraße (Atterseebundesstraße), wo sich viele Wiener Familien ansiedelten. Sein Sohn eröffnete in der Villa eine Zahnarztpraxis und setzte sich für das Feuerwehrwesen im Bezirk stark ein. 1969 erwarb die Familie Eggeling das Anwesen und bewohnte es bis 1983. Dann wurde es verkauft, die Villa in Eigentumswohnungen umgewandelt und zusätzliche Gebäude am Grund errichtet.

## Weitere Villen
Neben der Paulick- und der Schmidt-Villa gab es noch viele weitere Villen in Seewalchen, zum Beispiel die Müller-, Christ-, Schuh-, Fichtel- und Schneckenvilla oder auch die Villa Hermine. Zahlreiche weitere Villen und prachtvolle Sommerbauten zieren noch heute das Seewalchner Ortsbild, einige wurden Mitte der fünfziger Jahre abgerissen. Die meisten Seewalchner Villen stehen unter Denkmalschutz.